# Epelis valesiaca
Epelis valesiaca là một loài bướm đêm trong họ Geometridae.